# Monika Hilker

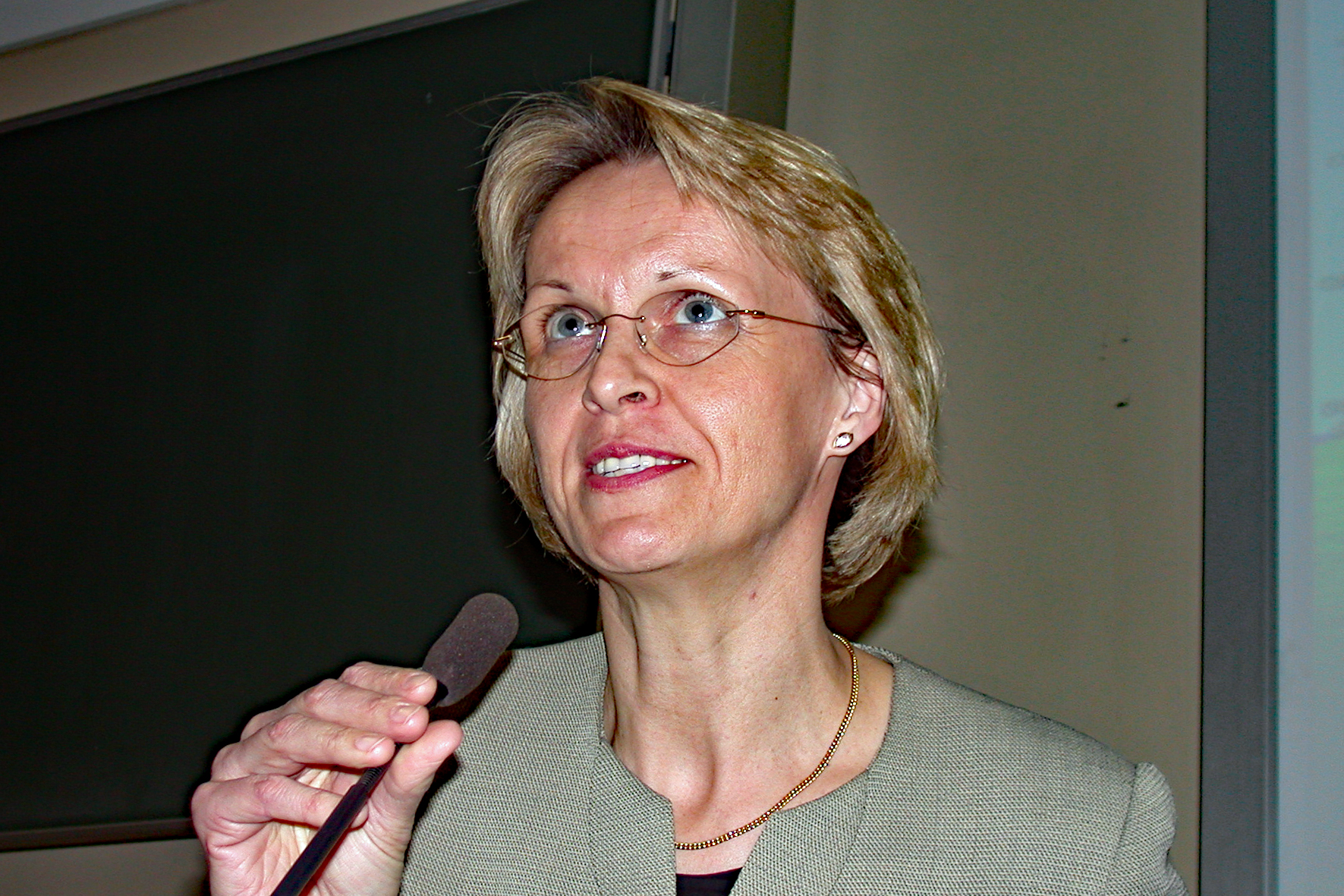
Monika Hilker auf der Entomologentagung in Halle 2003

Monika Hilker (* 24. März 1959 in Friesoythe) ist eine deutsche Biologin mit dem Forschungsschwerpunkt Chemische Ökologie.

## Leben
Hilker studierte seit 1977 an der Universität Göttingen Biologie und erwarb dort 1983 das Diplom mit Schwerpunkt Zoologie und Waldökologie mit einer Arbeit über Borkenkäfer. Im gleichen Jahr legte sie ihr Staatsexamen für das Lehramt in Organischer Chemie ab. Sie arbeitete anschließend als wissenschaftliche Mitarbeiterin am Institut für Forstzoologie in Göttingen und wurde 1986 für ihre Arbeit „Untersuchungen zur Eiablage-Regulation durch Ökomone bei Spodoptera littoralis (Boisd.) (Lepidoptera, Noctuidae) und Laspeyresia pomonella (L.) (Lepidoptera, Tortricidae)“ in Göttingen promoviert.
Von 1987 bis 1993 war sie wissenschaftliche Assistentin an der Universität Bayreuth. Dort wurde sie 1993 zum Thema „Chemische Ökologie juveniler Entwicklungsstadien der Blattkäfer“ habilitiert. 1994 wurde sie zur Professorin (C4) am Institut für Zoologie der Freien Universität Berlin berufen. 1997 bis 1998 war sie Institutsleiterin des Instituts für Zoologie. 2000 bis 2006 war sie Mitglied der Vorstandskommission für Graduiertenkollegs der Deutschen Forschungsgemeinschaft (DFG) und 2003 bis 2009 Mitglied des DFG-Vorstands. Von 2004 bis 2013 war sie zudem Mitherausgeberin des Journal of Chemical Ecology. 2019 wurde Hilker mit dem Silverstein-Simeone-Preis ausgezeichnet, der von der International Society of Chemical Ecology vergeben wird.

## Forschungsbereich
Das Forschungsgebiet von Monika Hilker liegt im Bereich der Chemischen Ökologie, wo sie sich vor allem mit der chemischen Kommunikation von Insekten sowie der Pflanzenabwehr bei Insektenfrass beschäftigt. Der Schwerpunkt liegt dabei bei der Untersuchung von Insekteneiern sowie der chemisch-ökologischen Interaktionen zwischen den Eiern, den Pflanzen und den Prädatoren und Parasitoiden.
Die Ergebnisse ihrer Untersuchungen dienen zum einen der Mehrung des Grundlagenwissens im Bereich der chemischen Interaktionen zwischen verschiedenen Arten, zum anderen finden sie praktische Anwendung im Bereich des Pflanzenschutzes.

## Schriften
Monika Hilker ist Autorin zahlreicher wissenschaftlicher Publikationen im Bereich der Tierökologie, chemischen Ökologie und Tierphysiologie.